# Hansa City
Hansa City är en handelsplats som öppnade 2008 i Kalmar. År 2006 öppnade Ikea en butik på Hansa City. En fastighet ägdes av Ikea Centres men såldes till Niam Project Development den 2 juli 2015. En annan del ägs av Sveafastigheter.